# 1952 en football
Cet article présente les faits marquants de l'année 1952 en football.

## Mars
- 26 mars : au Parc des Princes à Paris, l'équipe de France s'incline 0-1 face à l'équipe de Suède.

## Avril
- 20 avril :
  - Au Stade olympique Yves-du-Manoir de Colombes, l'équipe de France s'impose 3-0 face à l'équipe du Portugal.
  - Au Stade Philip à Casablanca, en match amicale, l'équipe du Maroc affronte l'équipe de France (B), rencontre soldé sur le score vierge, 0-0.

## Mai
- 3 mai : pour la première fois depuis 1938, pause liée à la guerre mise à part, la finale de la FA Cup n'est pas retransmise en direct par la télévision britannique. Les clubs en lice n'ont pas pu se mettre d'accord avec la BBC et les caméras restent en dehors du stade…
- 3 mai : Newcastle UFC remporte la Coupe d'Angleterre face à Arsenal FC, 1-0.
- 4 mai : première retransmission d'une finale de Coupe de France en intégralité, mais en différé. Le parc est alors estimé à 40 000 téléviseurs en France.
- 4 mai : l'OGC Nice remporte la Coupe de France face aux Girondins de Bordeaux sur le prolifique score de 5-3.
- 22 mai : à Bruxelles, l'équipe de Belgique s'incline 1-2 face à l'équipe de France.

## Champions nationaux
- Allemagne : Vfb Stuttgart
- Angleterre : Manchester United
- Département d'Alger : AS Saint-Eugène
- Département de Constantine : ESFM Guelma
- Département d'Oran : SC Bel-Abbès
- Écosse : Hibernian FC
- Espagne : FC Barcelone
- France : OGC Nice
- Italie : Juventus FC
- Maroc : US Marocaine
- Tunisie : CS Hammam Lif

## Août
- 31 août : le Wydad AC remporte la Supercoupe du Maroc devant l'US Marocaine sur le score de 2-1 au Stade Philip à Casablanca.

## Octobre
- 5 octobre : au Stade olympique Yves-du-Manoir de Colombes, l'équipe de France s'impose 3-1 face à l'équipe d'Allemagne.
- 19 octobre : à Vienne, l'équipe d'Autriche s'incline 1-2 face à l'équipe de France.

## Novembre
- 11 novembre : au Stade olympique Yves-du-Manoir de Colombes, l'équipe de France s'impose 3-1 face à l'équipe d'Irlande du Nord.
- 16 novembre : à Dublin, l'équipe d'Irlande et l'équipe de France font match nul 1-1.

## Décembre
- 25 décembre : au Stade olympique Yves-du-Manoir de Colombes, l'équipe de France s'incline 0-1 face à l'équipe de Belgique.

## Naissances
Plus d'informations : Liste d'acteurs du football nés en 1952.
- 24 janvier : Raymond Domenech, footballeur puis entraîneur français.
- 8 février : Mustapha Dahleb, footballeur algérien.
- 25 avril : Jacques Santini, footballeur puis entraîneur français.
- 10 mai : Vanderlei Luxemburgo, footballeur puis entraîneur brésilien.
- 15 mai : Vahid Halilhodžić, footballeur puis entraîneur yougoslave.
- 20 mai : Roger Milla, footballeur camerounais.
- 23 mai : Jean-Paul Bertrand-Demanes, footballeur français.
- 15 juin : Dirceu, footballeur brésilien.
- 1er juillet : Frédéric Thiriez, dirigeant français.
- 2 août : Alain Giresse, footballeur puis entraîneur français.
- 7 août : Kees Kist, footballeur néerlandais.
- 8 août : Osvaldo Ardiles, footballeur argentin.
- 21 août : Nabatingue Toko, footballeur tchadien.
- 15 août : Bernard Lacombe, footballeur puis entraîneur français.
- 1er septembre : Carlos Abel da Silva Braga, footballeur puis entraîneur brésilien.
- 21 septembre : Ali Fergani, footballeur algérien.
- 5 novembre : Oleg Blokhine, footballeur soviétique.
- 5 décembre : João Alves, footballeur portugais.

## Décès
- 19 octobre : décès à 63 ans de Jan van der Sluis, international néerlandais ayant remporté la médaille de bronze aux Jeux olympiques d'été de 1912.
- 4 décembre : décès à 48 ans de Jules Limbeck, joueur puis entraîneur franco-hongrois.

## Liens
- RSSSF : Tous les résultats du monde